# Il fantastico mondo di Richard Scarry
Il fantastico mondo di Richard Scarry (The Busy World of Richard Scarry) è una serie televisiva a cartoni animati dedicata ai bambini, basata sui racconti illustrati di Richard Scarry, prodotta da Cinar, France Animation e Paramount Television Studios; è composta da cinque stagioni di 65 episodi.
In Italia i primi 45 episodi vengono trasmessi per la prima volta su RaiUno all'interno di Solletico nel 1996. La serie fu successivamente ridoppiata e trasmessa su Nickelodeon, Nick Jr. e Rai Yoyo dal febbraio 2008.

## Personaggi principali
- Zigo Zago
- Sandrino
- Sergente Catapulta
- Giustino Aggiustatutto
- Ciccio Pasticcio
- Cicciolo
- Eolo
- Signor Bofonchione
- Banana il Gorilla
- Fruttivendolo
- Sally
- Mamma Bottega
- Papà Gatto

## Doppiaggio
| Personaggio        | Doppiatore originale | Doppiatore italiano                                           |
| ------------------ | -------------------- | ------------------------------------------------------------- |
| Zigo Zago          | Keith Knight         | Mauro Gravina (1ª edizione) Luca Bottale (2ª edizione)        |
| Sandrino           | Sonja Ball           | Simona Patitucci (1ª edizione) Cinzia Massironi (2ª edizione) |
| Sergente Catapulta | Philip Williams      | Paolo Buglioni (1ª edizione)                                  |
| Ciccio Pasticcio   |                      | Sergio Di Giulio (1ª edizione)                                |
| Sig. Bofonchione   |                      | Riccardo Garrone (1ª edizione)                                |
| Banana             |                      | Riccardo Garrone (1ª edizione)                                |
| Fruttivendolo      |                      | Teo Bellia (1ª edizione)                                      |
| Mamma Bottega      |                      | Giovanna Papandrea (2ª edizione)                              |
| Sally              |                      | Lorella De Luca (2ª edizione)                                 |
| Papà Gatto         |                      | Riccardo Rovatti (2ª edizione)                                |

## Episodi

### Stagione 1
1. La pagnotta parlante / Couscous, il detective del nord Africa / I tre pescatori
2. Il più bel regalo di compleanno / Patrick Pig impara a parlare / Il signor Bofonchione
3. Pompieri per un giorno / Manuel del Messico / La più grossa pesca di tutti i tempi
4. Una giornata singolare del signor Procione / Mario, il gondoliere veneziano / Una baby sitter molto in gamba
5. Il più buffo errore di Sandrino / Fiuto, il miglior detective d'Europa / Campeggiatori coraggiosi
6. Le nuove macchine di Ciccio Pasticcio / Hernst e Heidi sulle Alpi / Brutta giornata per il nuovo arrivato
7. La tempesta di neve / La mummia egiziana del professor Paletta / Caccia al tesoro
8. Le banane scomparse / Buona fortuna a Roma / L'incidente
9. Viaggio sulla Luna / Pip Pip va a Londra / Banane galleggianti
10. Una torta pazza / Hans, l'idraulico olandese / Un invito romantico
11. Un'operazione importante / Bassottina in Africa / La gita di classe
12. Riposo per il sergente Multa / Otto lo spazzacamino tedesco / Un'avventura in vagone letto
13. La regata di Sgobbonia / Sciumpa, il simpatico austriaco / La gara automobilistica di Sgobbonia

### Stagione 2
1. Giornalisti per un giorno / Couscous a Gibilterra / La festa dei vigili del fuoco
2. La gita degli scout / Furto a Parigi / Grandi pulizie
3. Capitan Willy e i pirati / Spaghetti volanti / Il campeggio
4. I piccoli Vichinghi / Il detective Fiuto salva la regina / Hilda, la regista
5. Un atterraggio perfetto / Il mistero del battello / I migliori camerieri del mondo
6. Il trasloco / Detective Fiuto in Russia / Ciccio Pasticcio trova lavoro
7. Vendita di beneficenza / Mistero a Los Angeles / Banana nei guai
8. L'aiutante del sergente Multa / Couscous nel Sahara / Una nuova vicina di casa
9. La più grande tempesta di tutti i tempi / Bassottina sulle Montagne Rocciose / Primo giorno di scuola di Sally
10. Non ho tempo per le banane! / Detective Fiuto in India / Il primo viaggio di Sally
11. Tutti al grand hotel! / Couscous sul Nilo / Gita in montagna
12. Zigo Zago ingessato / Bassottina sul Machu Pichu / Ilda e il suo parrocchetto
13. Una mamma da prima pagina / Bassottina a Rio / La lotteria delle ciambelle

### Stagione 3
1. I cavalieri della tavola di Sgobbonia / Maiali cavernicoli / L'invasione dei Bidoniani
2. Billy mette gli occhiali / Il debutto di Cordelia / Zigo Zago al circo
3. La grande sfida / Il sandwich di Oliver / Maialino Sì dice no
4. La più bella festa di compleanno / Il primo libro di Marta / Ciccio Pasticcio fuori di casa
5. Il lavoro di papà / La scoperta dell'America / Gli amici del signor Bonfonchione
6. Denys al campeggio / Regalo di nozze / Aggiustatutto diventa papà
7. Voglia di ballare / I primi Giochi olimpici / Ilda e le elezioni scolastiche
8. Il fratello di Ciccio Pasticcio / I maialini vichinghi / Il matrimonio perfetto
9. Una dura prova / La prima piramide / Appuntamento al luna park
10. L'inventore dell'anno / Maccheroni Polo / Lupo Solitario al faro
11. La gara degli indovinelli / La prima mongolfiera / Il meteorite di Billy
12. Il luna park più bello del mondo / Il primo ponte / La foto di famiglia
13. Alla ricerca del libro perduto / Il cavaliere inventore / Le scarpe nuove

### Stagione 4
1. Il perfetto gentiluomo / Il miglior pittore del mondo / Il grande giorno di Denys
2. Viaggio nel tempo / Casa dolce casa / L'amico speciale di Postina Pig
3. La macchina calamita di Giustino Aggiustatutto / Fiuto e Sbircio all'opera / Il signor Bofonchione e le pulizie di primavera
4. La visita di Peter / L'invenzione degli sci / Panico da palcoscenico
5. Alla fine dell'arcobaleno / Un segnale per Peng / La festa di compleanno del signor di Ciccio Pasticcio
6. Banana il grande mago / Il primo motore a vapore / La principessa Ilda
7. L'ora legale / Un nuovo gioco sul ghiaccio / La Pasticciomobile all'autolavaggio
8. Zigo Zago e Sandrino soci in affari / Una foto incredibile / Persi nella palude
9. Il sottomarino del signor Aggiustatutto / L'albero magico di caucciù / Il ristorante del signor Fagioli
10. La buona azione di Natale / Il sogno di Natale di Sally / Il più bel regalo di Natale
11. Gita in automobile / L'invenzione del cono gelato / Cugino Russ
12. Chi ha paura dell'eclisse / Trattieni il respiro / La zucca più grossa
13. Fammi il pieno, Scotty / Il mistero delle cascate del Niagara / L'aiutante dell'aiutante

### Stagione 5
1. La macchina-talpa / L'invenzione del tennis / Il progresso
2. Banana il superstizioso / Pepe il gentiluomo / Il cinema drive-in
3. Re e regina per un giorno / Il Piggy Express / Prove d'orchestra
4. I vincitori / Non è il momento di giocare, Manuel / Maialino Sì Maialino No vanno dal medico
5. Piccoli ma bravi / Albert il capitano coraggioso / Un giorno di pioggia
6. Un ospite esigente / Il segreto di un sorriso / Sgobbonia in fiore
7. I combina-matrimoni / L'invenzione della scrittura / Il mal di denti
8. Le nuove vicine / La prima festa di Halloween / Sally impara a contare
9. Bofonchione lascia la città / Usiamo i numeri / La gara di spelling
10. Gli amici pennuti / La festa di san Valentino / Una notte in fattoria
11. Conta su di noi / Il primo uovo di Pasqua / Il regalo di san Valentino
12. Il mistero delle rovine di Sgobbonia / Furto natalizio nella Grande mela / Una spaventosa festa in maschera
13. Il messaggio in bottiglia / Una meravigliosa sorpresa di Natale / Caccia alle uova di Pasqua

## Episodi speciali
Dal 1989 al 1994, sono stati realizzati 6 episodi speciali per la serie "Richard Scarry's Best Videos Ever!", pubblicati in VHS. I titoli sono i seguenti:
1. Richard Scarry's Best ABC Video Ever! (Richard Scarry: Il Video dell'ABC)
2. Richard Scarry's Best Counting Video Ever! (Richard Scarry: Il Video dei Numeri[3])
3. Richard Scarry's Best Busy People Video Ever! (Richard Scarry: Il Video del Vivere a Felicittà)
4. Richard Scarry's Best Learning Songs Video Ever!
5. Richard Scarry's Best Silly Stories and Songs Video Ever! (Richard Scarry: Il Video di Le più Buffe Storie di Richard Scarry)
6. Richard Scarry's Best Sing-Along Mother Goose Video Ever! (Richard Scarry: Il Video di Le Storie della Buonanotte di Mamma Oca)

## Ambientazione
La città immaginaria di Sgobbonia (Felicittà nel primo doppiaggio italiano, in originale Busytown) dove vivono i vari personaggi della serie.